# كارلي هاي
كارلي دينيس هاي (بالإنجليزية: Karlie Denise Hay)‏ هي عارضة أزياء وملكة جمال أمريكية ولدت في يوم 12 ديسمبر 1997 في بلدة تومبول في تكساس. هي الفائزة بلقب ملكة جمال مراهقات الولايات المتحدة لسنة 2016. أكملت دراستها في إدارة الأعمال في جامعة تكساس إيه آند إم.